# Hotel Astor
Hotel Astor è un album discografico del gruppo musicale TangoSeis con la partecipazione della cantante italiana Milva pubblicato nel 2000 dalla Aura Music.

## Descrizione
Nel 2000 Milva collabora con il gruppo musicale composto da Gilberto Pereyra, Mauro Rossi, Massimo Caroldi, Mauro De Federicis, Wickiy Shaetzinger e Franco Finocchiaro in un album che rielabora motivi celebri del grande compositore Astor Piazzolla in chiave strumentale, e vede la partecipazione vocale di Milva in tre delle tracce presenti dell'album, le uniche cantate.
I testi vengono cantati in portoghese e spagnolo. Milva riprende il brano Libertango, ispirato alla versione cantata di Grace Jones, che aveva già incluso nell'album live El tango de Astor Piazzolla, pubblicato due anni prima in seguito ad una turnè dedicata proprio al compositore argentino.

## Edizioni
Il disco viene pubblicato in CD nel 2000 solo in Italia con il titolo Hotel Astor, ma viene distribuito seppure in forma non ufficiale in un'altra versione in CD con il titolo Hommage a Astor Piazzolla con un artwork diverso, che vede in copertina una foto di Milva seduta al pianoforte.
L'album non è presente sulle piattaforme digitali e sui servizi di streaming.

## Tracce
1. Verano Porteño
2. Fracanapa
3. Tema de Maria (feat. Milva)
4. Yo soy Maria (feat. Milva)
5. Romance Del Diablo
6. Escualo
7. Oblivion
8. Bandoneon
9. Decarisimo
10. Milonga Del Ángel (Introduction)
11. Milonga Del Ángel
12. Muerte Del Ángel
13. Adiós Nonino
14. Libertango (con Milva)